# Шумниг, Штефан
Ште́фан Шу́мниг (нем. Stefan Schumnig; 27 февраля 1991, Клагенфурт, Австрия) — австрийский профессиональный хоккеист, нападающий. Брат хоккеиста Мартина Шумнига.

## Биография
Воспитанник хоккейного клуба «Клагенфурт», выступал за юношеские и молодёжные команды клуба в соответствующих чемпионатах Австрии. В 2009 году стал чемпионом Австрии среди молодёжных команд. В сезоне 2010/11 дебютировал в Австрийской хоккейной лиге, сыграл 2 матча в регулярном сезоне, и 4 — в плей-офф. В следующем сезоне сыграл 4 матча в регулярном первенстве.
В сезоне 2012/13 провёл 18 встреч в высшей лиге и 3 матча в плей-офф, в составе команды стал чемпионом Австрии по хоккею с шайбой. С 2013 по 2016 год выступал в четвёртой лиге Австрии за клуб «Кундль». В 2016 году стал игроком клуба той же лиги «Фельден». В 2018 году перешёл в клуб «Альтхофен».